# Michele Barra
Michele Barra né le 27 novembre 1952 et mort à Ascona le 20 octobre 2013, est une personnalité politique suisse membre de la Ligue des Tessinois. 

## Biographie
En 2013, il est élu conseiller d'État tessinois en remplacement de Marco Borradori. Après son décès, il est remplacé par Claudio Zali.